# Galerie 12
Galerie 12 je galerie v Náměšti nad Oslavou, je umístěna v ateliéru Pavla Tasovského v Kaštanové ul. čp. 12. Zřizovatelem je Ludmila Tasovská.

## Historie
Galerie vznikla v roce 2003, tj. ve stejnou dobu jako ateliér kováře Pavla Tasovského. Nachází se v areálu zámeckého parku Zámku Náměšť nad Oslavou, provozována je sezónně. Galerie se podílí na Mezinárodním setkání výtvarníků a také na Folkových prázdninách. V galerii se v roce 2016 konala poslední výstava Adolfa Borna.

## Výstavy

### 2004
- Jaromír Gargulák / bronz, Pavel Tasovský / ocel; 3. června –  13. června
- Radomír Bárta / Mezi plastikou a šperkem, Karel Zezula / fotografie; 24. června – 18. července
- Milan Růžek, Zdeněk Lindovský, Petra a Lubomír Hluštíkovi / keramika; 24. července – 13. srpna

### 2005
- Katarína Vavrová / malba, grafika, Gabriela Kosečková, Lucia Leutgob / keramika, Igor Čierny / kovaná plastika; 4. června – 30. června
- Josef Macholán / obrazy, Pavel Tasovský / kované objekty; 26. července – 19. srpna
- Tomáš Procházka / stříbrný šperk, Markéta Mikešová / obrazy; 21. srpna – 11. září

### 2006
- Petr Daniel / fotografie, Miloš Klement / xeráže, Bedřich Lukšík / ilustrace, Jiří Skalský / objekty, Ctibor Smutný / obrazy, kresby, Aleš Svoboda / obrazy; 5. května – 6. června
- Oldřich Kulhánek / grafika; 8. června – 6. července
- Daniela Hanzalová Vańková / šperk, Libuše Šedivá / šperk, Rostislav Župka / dřevěné objekty; 8. července – 4. srpna
- Martin Franěk / obrazy, řezby; 6. srpna – 27. srpna
- Jiří Bajer / kovové plastiky, Tomáš Procházka / autorský šperk, Michal Jánský / aktivní grafika, Andrea a Petr Staškovi / skleněné obrazy; 9. září – 1. října

### 2007
- Gertruda Gruberová Goepfertová / grafika, květen
- Miroslav Štěpánek / šperkař / Ve znamení kovu a kamene, Jiří Vašica / sochař ; červen
- Setkání 3. Letní mezinárodní setkání výtvarníků; červenec – srpen
- Vladimír Suchánek / grafika, Pavel Tasovský / kované objekty; srpen – září
- Vánoce v Galerii 12 / vánoční výstava, doprovodný program, prosinec

### 2008
- Zdeněk Šplíchal / Ohlédnutí, Miroslav Štěpánek / Zamyšlení; 9. května – 30. května
- Jiří Ryšavý / malba a kresba, František Věžník / dřevěné skulptury; 1. června – 4. července
- Prokop Veselý / Stále nová dobrodružství; 6. července – 1. srpna
- Naděžda Cendelínová, Dušan Cendelín / grafika, keramika; 3. srpna – 27. srpna
- Michal Halva / malba, Pavel Tasovský / kovaná plastika; 29. srpna – 28. září

### 2009
- Monika Vosyková / skleněné objekty, Jan Dočekal / kresby, obrazy; 26. dubna – 22. května
- Hana Čápová  /  malba / grafika, Jaromír Gargulák / bronzová plastika; 24. května – 24. června
- „Setkání 2009“ – Mezinárodní setkání výtvarníků, Katarina Vavrová / malba, kresba, grafika, Igor Kitzberger  / socha; 27. června – 19. srpna
- Tomáš Měšťánek / obrazy, Karel Fuksa / skleněné objekty; 21. srpna – 27. září
- Vánoční výstava; 5. – 6. prosince / 12. – 13. prosince / 19. – 20. prosince

### 2010
- Stáňa Wasserbauerová / obrazy, Jaroslav Wasserbauer / sklo; 5. září – 30. září
- Martina Netíková a Jiří Netík; 8. srpna – 3. září
- Jan Svoboda / obrazy, Ondřej Svoboda / kovové objekty, šperky; 5. července – 5. srpna
- Marina Richterová / Tanec v čínském kabátku / litografie; 30. května – 2. července
- Josef Kremláček /  ilustrace, grafika, malba, Lubomír Kerndl / dřevěné skulptury, digitální fotografie, obrazy; 2. května – 28. května

### 2011
- Markéta Mikešová / obrazy, 1. května – 27. května, Eliška Kovandová / keramika
- Rostislav Pospíšil / obrazy, 29. května – 30. června
- Setkání se šperkem; 2. července – 25. srpna; Miroslav Štěpánek, Tomáš Procházka, Pavel Tasovský
- Ctibor Smutný / obrazy; 28. srpna – 25. září
- Vánoce v Galerii 12; 3. – 18. prosince

### 2012
- Mezi objektem a obrazem; 13. května – 8. června, Ivan Kříž / reliéfy, objekty, Jiří Ryšavý / obrazy
- Božena Rossí / obrazy, 10. června – 6. července
- Karel Demel / grafika, 8. července – 24. srpna

### 2013
- Vánoce v Galerii 12; 7. – 8. prosince 2013, 14. – 15. prosince 2013, 21. – 22. prosince 2013; Jiří Anderle, Šárka Cagliero, Hana Čápová, Miloslav Čevela, Jan Dočekal, Karel Demel, Karel Fuksa, Jaromír Gargulák, Lukáš Gargulák, Michal Halva, Zdena Höhmová, Jindriška Husáriková, Milan Chabera, Igor Kitzberger, Ladislav Kuklík, Oldřich Kulhánek, Hynek Luňák, Eva Macholánová, Tomáš Procházka, Marina Richterová, Božena Rossí, Karolína Rossí, Karel Rossí, Vladimír Suchánek, Jan Svoboda, Ondřej Svoboda, Miroslav Štěpánek, Pavel Tasovský, Pavel Tasovský ml., Vladislav Urban, Daniela Vaňková, Katarína Vavrová, Prokop Veselý, Monika Vosyková, Jaroslav Vyskočil, Jaroslav Wasserbauer, Stáňa Wasserbauerová
- Ladislav Kuklík / grafika, kresba, pastel; 1. září 2013 – 30. září 2013
- Aleš Svoboda / obrazy; 4. srpna – 30. srpna 2013
- Setkání VI. – Setkání generací / výstava objektů; 29. června – 18. srpna
- Prokop Ivan / fotografie; 29. června – 1. srpna
- Tasovský Pavel / kovové objekty
- Svoboda Aleš / obrazy; 3. srpna – 30. srpna
- Kuklík Ladislav / grafika; 1. září – 30. září

### 2014
- Vánoce v Galerii 12; 6. – 7. prosince 2014, 13. – 14. prosince 2014, 20. – 21. prosince 2014; Jiří Anderle, Hana Čápová, Jan Dočekal, Karel Demel, Matěj Forman, Karel Fuksa, Michal Halva, Zdena Höhmová, Milan Chabera, Igor Kitzberger, Ladislav Kuklík, Libor Jaroš, Tomáš Procházka, Marina Richterová, Božena Rossí, Karel Rossí, Vladimír Suchánek, Aleš Svoboda, Jan Svoboda, Miroslav Štěpánek, Pavel Tasovský, Pavel Tasovský ml., Vladislav Urban, Daniela Vaňková, Katarína Vavrová, Monika Vosyková, Jaroslav Vyskočil, Jaroslav Wasserbauer, Olbram Zoubek
- Sdružení Q Brno; 19. srpna – 30. září 2014; Petr Baran, Marie Filippovová, Zdeněk Fuksa, Jaromír Gargulák, Zdena Höhmová, Zbyněk Janáček, Arna Juračková, Antonín Kanta, Miroslav Kovařík, Ludmila Kovaříková, Petr Kuba, Zdeněk Macháček, Kamil Mikel, Miroslav Myška, Antonín Odehnal, Marie Plotěná, Jan Rajlich ml., Jan Rajlich st., Emanuel Ranný, Božena Rossí, Josef Ruszelák, Miroslav Šimorda, Jindřich Štreit, Pavel Tasovský, Zdeněk Tománek, Marek Trizuljak, Monika Vosyková
- Matěj Forman / Jemný Balanc /  5. července – 14. srpna 2014